# Артс, Жан
Жан Артс (нидерл. Jean Aerts; 8 сентября 1907,  Лакен, Бельгия — 15 июня 1992, Брюгге, Бельгия) — бельгийский шоссейный велогонщик.  Чемпион мира в групповой гонке среди любителей (1927). Профессиональный велогонщик в 1929 - 1943 годах. Чемпион мира в групповой гонке среди профессионалов (1935).  Чемпион Бельгии в групповой гонке (1936). Приходился племянником шоссейному и трековому велогонщику Эмилю Артсу.

## Достижения

### Шоссе
1926
2-й Чемпионат Бельгии — Групповая гонка (любители)
1927
1-й  Чемпион мира — Групповая гонка (любители)
1-й  Чемпион Бельгии — Групповая гонка (любители)
1928
1-й  Чемпион Бельгии — Групповая гонка (любители)
3-й  Чемпионат мира — Групповая гонка (любители)
1929
1-й Circuit de la Chalosse
2-й Вуэльта Каталонии — Генеральная классификация
1-й — Этапы 1, 3, 4, 5 и 7
6-й Париж — Рубе
7-й Париж — Тур
1930
1-й — Этап 6 Тур де Франс
3-й Тур Страны Басков
6-й Париж — Рубе
7-й Париж — Тур
8-й Париж — Брюссель
1931
1-й Париж — Брюссель
3-й Тур Фландрии
1932
1-й — Этап 1 Тур де Франс
2-й Circuit du Morbihan 
4-й Париж — Рубе
4-й Тур Фландрии
5-й Париж — Брюссель
1933
1-й Тур Бельгии — Генеральная классификация
1-й — Этапы 2, 3 и 5
7-й Париж — Ницца — Генеральная классификация
1-й — Этап 2
9-й Тур де Франс — Генеральная классификация
1-й — Этапы 4, 15, 17, 19, 20 и 21
1934
1-й — Этап 7 Тур Швейцарии
1935
1-й  Чемпион мира — Групповая гонка (проф.)
1-й — Этапы 4, 8, 10 и 19b Тур де Франс
1-й Париж — Виши
3-й Париж — Рубе
1936
1-й  Чемпион Бельгии - Групповая гонка
6-й Париж — Тур

### Трек
1936
2-й Шесть дней Лондона
3-й Шесть дней Брюсселя
1937
1-й Шесть дней Брюсселя
1-й Шесть дней Нью-Йорка

## Статистика выступлений

### Гранд-туры
| Гранд-тур      | 1929 | 1930 | 1931 | 1932 | 1933 | 1934 | 1935 |
| -------------- | ---- | ---- | ---- | ---- | ---- | ---- | ---- |
| Джиро д’Италия | —    | —    | —    | —    | —    | —    | —    |
| Тур де Франс   | НФ   | —    | —    | 13   | 9    | —    | 29   |

| —  | Не участвовал  |
| НФ | Не финишировал |